# Bence Pásztor
Bence Pásztor (né le 5 février 1995) est un athlète hongrois, spécialiste des lancers et notamment du lancer de marteau.

## Biographie
Avec le marteau de 5 kg, en réalisant 84,41 m à Trabzon, record du monde de sa catégorie, il remporte la médaille d'or lors du Festival olympique de la jeunesse européenne en 2011, après avoir été la même année champion du monde cadet à Villeneuve-d'Ascq en 82,60 m, record des championnats. À Barcelone, il remporte la médaille d'argent des Championnats du monde juniors d'athlétisme 2012 derrière le record du monde junior du Qatari Ashraf Amgad el-Seify. À Rieti, il remporte également la médaille d'argent des Championnats d'Europe juniors.
À Eugene pour les championnats du monde junior de 2014, il termine une nouvelle fois deuxième et toujours derrière le Qatari Ashraf Amgad el-Seify. Il remporte le titre espoirs lors de la Coupe d'Europe hivernale des lancers 2015 à Leiria.

## Palmarès
| Date | Compétition                          | Lieu      | Résultat | Marque  |
| ---- | ------------------------------------ | --------- | -------- | ------- |
| 2011 | Championnats du monde cadets         | Lille     | 1er      | 82,60 m |
| 2011 | Festival olymp. de la jeunesse euro. | Trabzon   | 1er      | 84,41 m |
| 2012 | Championnats du monde juniors        | Barcelone | 2e       | 76,74 m |
| 2013 | Championnats d'Europe juniors        | Rieti     | 2e       | 77,35 m |
| 2014 | Championnats du monde juniors        | Eugene    | 2e       | 79,99 m |
| 2015 | Championnats d'Europe espoirs        | Tallinn   | 3e       | 74,06 m |
| 2017 | Championnats d'Europe espoirs        | Bydgoszcz | 2e       | 71,51 m |

## Records
| Épreuve           | Performance | Lieu     | Date        |
| ----------------- | ----------- | -------- | ----------- |
| Lancer du marteau | 75,74 m     | Veszprém | 7 juin 2015 |